# Votonósi
Votonósi (Votonosi) är en ort i Grekland.   Den ligger i prefekturen Nomós Ioannínon och regionen Epirus, i den centrala delen av landet, 300 km nordväst om huvudstaden Aten. Votonósi ligger 799 meter över havet och antalet invånare är 220.
Terrängen runt Votonósi är kuperad åt nordväst, men åt sydost är den bergig. Votonósi ligger nere i en dal. Runt Votonósi är det glesbefolkat, med 19 invånare per kvadratkilometer. Närmaste större samhälle är Metsovo, 5,4 km öster om Votonósi. Omgivningarna runt Votonósi är en mosaik av jordbruksmark och naturlig växtlighet.